# Abraham Lempel
Abraham Lempel, héberül: אברהם למפל (Lwów, 1936. február 10. – 2023. február 3.) lengyelországi születésű izraeli számítástudományi szakember és egyik alkotója az LZ családba sorolható veszteségmentes tömörítési algoritmusnak.

## Pályafutása
Jelentős munkája az 1977-ben publikált „A Universal Algorithm for Sequential Data Compression” című írása az LZ77 algoritmusról az IEEE Transactions on Information Theory folyóiratban, amelynek társszerzője Jacob Ziv. Egy évvel később a folyóirat egy újabb számában pedig ismét közösen írták az eljárás továbbfejlesztett LZ78 elnevezésű változatát.
1998-ban az IEEE Information Theory Society szervezet a technológiai innovációért járó Arany jubileumi díjában (angolul: Golden Jubilee Award) részesítette.

## Fordítás
- Ez a szócikk részben vagy egészben  az   Abraham Lempel című angol Wikipédia-szócikk fordításán alapul.  Az eredeti cikk szerkesztőit annak laptörténete sorolja fel. Ez a jelzés csupán a megfogalmazás eredetét és a szerzői jogokat jelzi, nem szolgál a cikkben szereplő információk forrásmegjelöléseként.